# Xavier Johnson
Xavier Alexander Johnson (Los Angeles, 8 giugno 1993) è un cestista statunitense, che gioca come ala grande nella APU Udine.

## Carriera
Dopo essere uscito dalla University of Colorado Boulder nel 2017, ha trascorso due stagioni in G League (lega di sviluppo della NBA) con i Texas Legends, viaggiando rispettivamente a 6,1 e 7,9 punti di media.
Per la stagione 2019-2020 si è legato ai bulgari del Rilski Sportist, con cui ha giocato 19 partite a 16,7 punti e 7,7 rimbalzi di media.
Nell'estate 2020 è giunto nella Serie A2 italiana con l'ingaggio annuale da parte dell'Orlandina Basket. Con 22,1 punti e 8,0 rimbalzi di media ha contribuito al raggiungimento della salvezza per la formazione siciliana.
Il 30 luglio 2021 è stato annunciato il suo arrivo alla Scaligera Verona, altra squadra di Serie A2. Il suo apporto di 15,1 punti e 7,4 tra regular season e fase a orologio, unito agli 11,2 punti e 7,6 rimbalzi nei play-off, ha aiutato il club veneto a conseguire la promozione in Serie A, in una stagione chiusa dalla squadra con il 3-2 nella serie finale vinta contro Udine. Johnson è stato confermato anche per la stagione 2022-2023, la prima da lui trascorsa nella massima serie italiana. In 28 presenze ha messo a referto 9,6 punti e 5,9 rimbalzi, i quali non sono però bastati per evitare ai veronesi la retrocessione in Serie A2.
La sua carriera è poi proseguita nuovamente in Italia, a seguito dell'accordo annuale firmato con la Pallacanestro Forlì 2.015 di Serie A2 per la stagione 23/24. Il 27 giugno 2024 firma per l'APU Udine.

## Palmares
- Campionato italiano dilettanti: 1

Amici Pall. Udinese: 2024-25